# Нанобы

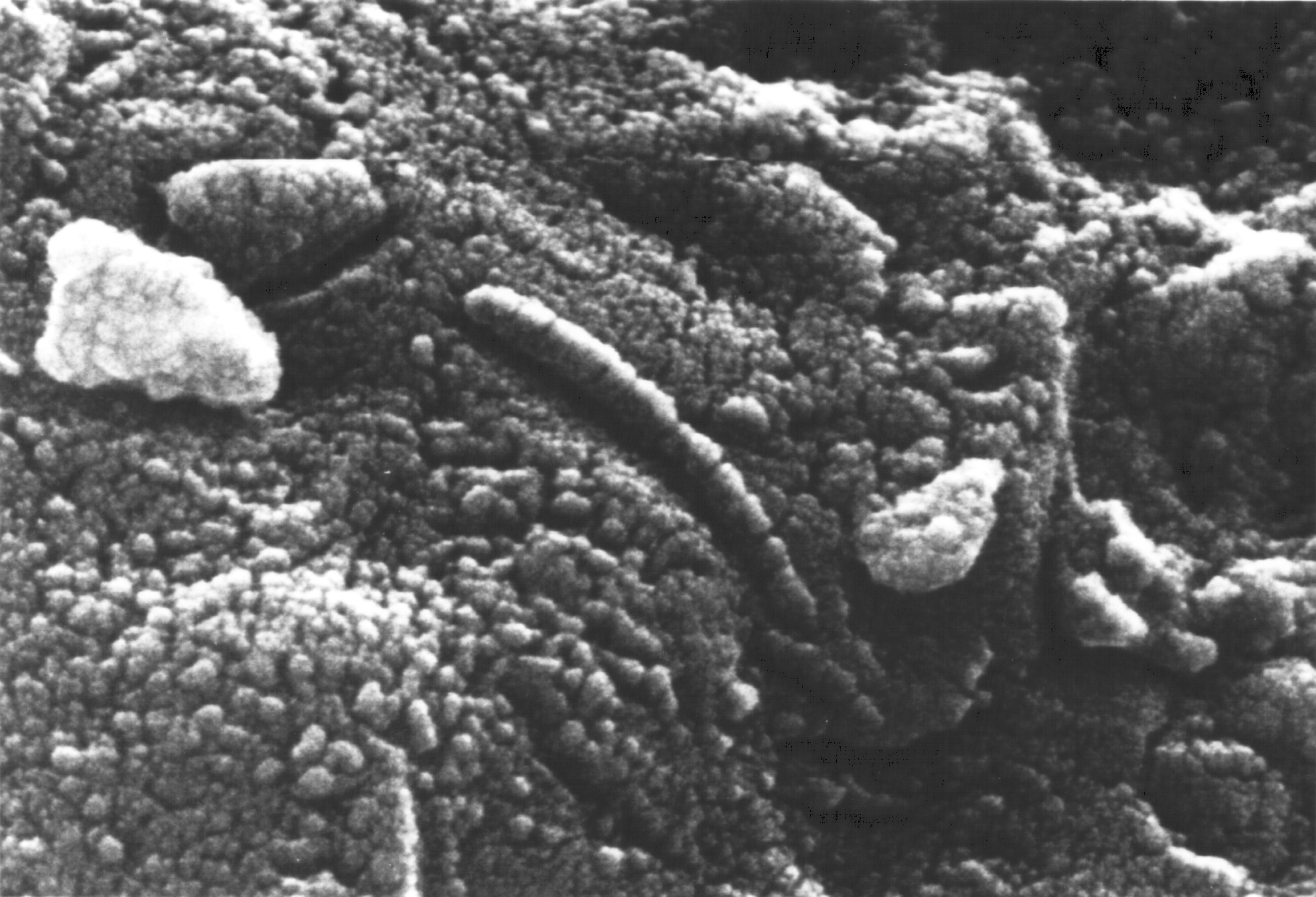
Электронный микроскоп показывает вероятные структуры нанобов в метеорите ALH 84001

Нанобы — микроскопические структуры, по мнению некоторых учёных представляющие форму жизни (самую крошечную из всех существующих).
Нанобы имеют диаметр около 20 нанометров (в 10 раз меньше, чем самые мелкие бактерии).
Нанобы были впервые обнаружены в 1996 году в песчаниках триасового и юрского периодов, извлечённых из нефтяных скважин к западу от берегов Австралии, с глубины 3400—5100 м ниже морского дна. Статья об их открытии была опубликована в 1998 году. В дальнейшем также сообщалось об обнаружении похожих структур в толще пород марсианского метеорита ALH 84001.
В оригинальной статье утверждалось, что нанобы имеют клеточную структуру и морфологию, близкую к актиномицетам и грибам, содержат ДНК, а также, что они продемонстрировали рост в аэробных условиях. При этом не удалось найти доказательства их размножения или наличия обмена веществ.
Критики теории утверждают: нет доказательств того, что нанобы и нанобактерии являются живыми организмами; они могут быть в действительности фрагментами более крупных организмов (в пользу чего свидетельствует разнообразие их размеров и форм); отмечается нехватка достоверных данных об их размере (диаметр варьирует от 0,02 до 0,128 мкм) и утверждается, что размер нанобов меньше минимально возможного размера (объём 0,014—0,06 мкм³, диаметр 0,14—0,3 мкм), требуемого для размещения ДНК, РНК, рибосом и прочих необходимых составных частей живого организма.